# Laphria lukinsi
Laphria lukinsi är en tvåvingeart som beskrevs av Paramonov 1958. Laphria lukinsi ingår i släktet Laphria och familjen rovflugor. Inga underarter finns listade i Catalogue of Life.